# Фронтон
Фронто́н, начілок (фр. fronton, від лат. frons, род. відм. frontis — «лоб, чоло») — передня сторона, чоло — зазвичай трикутне завершення фасаду будівлі, портика, колонади, що з боків обмежене двома схилами даху й карнизом при основі. Внутрішнє поле цієї частини називається полем фронтону або тимпаном.

## Види
Всередині фронтону утворюється поле тимпана. Розрізняють за формою і характером побудови такі види:
1. Фронтон вигризений або фронтон розірваний — у вигляді тільки двох крайніх частин, залишків трикутного чи лучкового. Виконують, щоб досягти декоративного ефекту.
2. Фронтон кілюватий — у вигляді перевернутого кіля корабля, характерний для дерев'яного теслярства Російської Півночі.
3. Фронтон лучковий — з дугоподібними профільованим завершенням над горизонтальним карнизом.
4. Фронтон напівкруглий — з півциркульним завершенням.
5. Фронтон перерваний — дві крайні частини в середині перервані тільки відсутністю частини горизонтального карниза. Також має назву — напівфронтон.
6. Фронтон розкріпований — з вертикально висунутими частинами.
7. Фронтон самцовий — безпосереднє продовження стіни в дерев'яних зрубах. Назва умовна, бо це — щипець. (Фронтон, що в ньому відсутній горизонтальний карниз, називається щипець.)
8. Фронтон східчастий — у вигляді сходинок, що поступово зменшуються догори.
9. Фронтон трикутний — у вигляді рівнобічного трикутника.
10. Фронтон «шийний» — бокові частини творено плавними волютами, що сходяться догори; внаслідок цього загальна форма нагадує верх плечей і шию людини або тварини.
11. Фронтонний звисок — похилий край покрівлі над стіною будинку.

## Галерея

Поєднання трикутного фронтону і щипця (Львів, вул. Коновальця, будинок № 7)
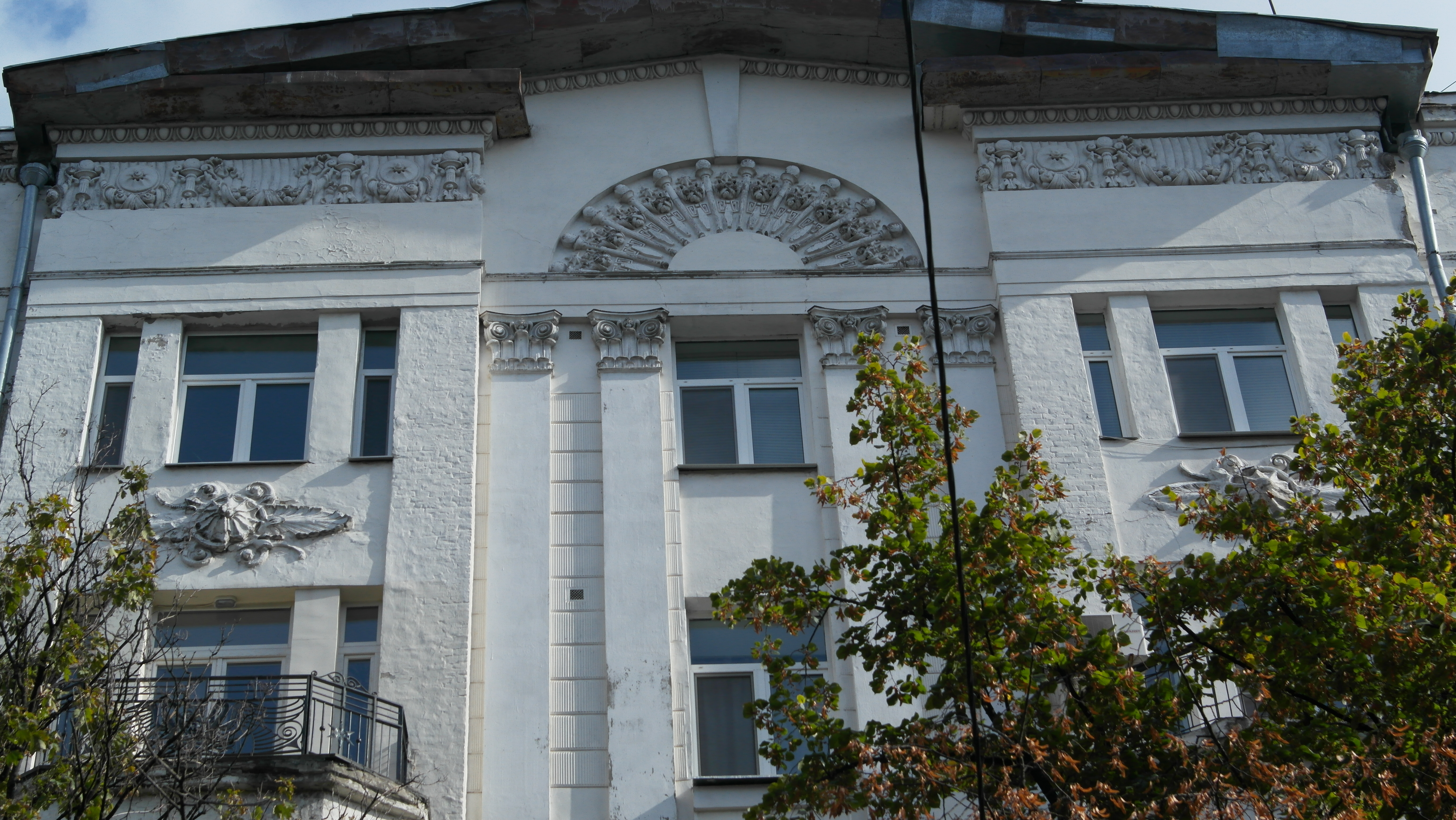
Трикутний напівфронтон прибуткового будинку на вулиці Тарасівській 3а